# Talbingo
Talbingo is een plaats in de Australische deelstaat New South Wales en telt 241 inwoners (2006).